# Dim All the Lights
«Dim All the Lights» —en español: «A Media Luz»— es el título de la canción de la cantante estadounidense de música disco Donna Summer. Fue lanzado como sencillo a mediados del 1979, extraído de su séptimo álbum de estudio Bad Girls. Fue compuesta íntegramente por la misma Donna Summer, arreglado por Harold Faltermeyer y producido por Giorgio Moroder y Pete Bellotte. Gracias a esta canción, recibió una nominación para los Premio Grammy a la mejor interpretación vocal de R&B femenina.
La pista combina sonido disco con el rock y una tremenda interpretación soul por parte de Donna Summer. Fue el tercer sencillo mejor posicionado del álbum y la sexta canción en ubicarse dentro de los cinco primeros en forma consecutiva, en el Billboard Hot 100. La canción originalmente iba a ser destinada para Rod Stewart, pero a último minuto, Donna cambió de idea y decidió incluirla en su álbum.

## Lista de canciones
Estados Unidos — 7"
1. «Dim All the Lights» – 3:55
2. «There Will Always Be A You» – 4:58

Versiones oficiales
- «Dim All the Lights» (Versión del álbum) – 4:40
- «Dim All the Lights» (Versión de 7") – 3:59
- «Dim All the Lights» (Sweet Summer Night Mix / Versión de 12") – 7:09

## Posicionamiento en listas y certificaciones
| Listas (1979)                              | Mejor posición |
| ------------------------------------------ | -------------- |
| Alemania (Offizielle Deutsche Charts)      | 25             |
| Canadá (RPM Top Singles)                   | 13             |
| Estados Unidos (Billboard Hot 100)         | 2              |
| Estados Unidos (Hot Dance Club Songs)      | 54             |
| Estados Unidos (Billboard Top R&B Singles) | 13             |
| Irlanda (IRMA)                             | 30             |
| Japón (Oricon)                             | 70             |
| Nueva Zelanda (Recorded Music NZ)          | 14             |
| Países Bajos (Mega Single Top 100)         | 28             |
| Reino Unido (UK Singles Chart)             | 29             |

| País           | Organismo certificador | Certificación | Ref    |
| -------------- | ---------------------- | ------------- | ------ |
| Estados Unidos | RIAA                   | Oro           | [ 14 ] |

## Otras versiones
- En 1995, la cantante y actriz estadounidense Laura Branigan, realizó su versión incluida en su compilado de grandes éxitos, The Best of Branigan. Fue lanzada como único sencillo de este compilado, y alcanzó la posición nº36 en Hot Dance Club Songs de la revista Billboard.[15]
- En 2007, parte de "Dim All the Lights" fue incluida por el dúo francés de música electrónica Justice, en la canción "B.E.A.T", incluida en el sencillo de una reedición de su éxito, "D.A.N.C.E.".